# UnixWare
UnixWareとは、Univel発祥のUNIXオペレーティングシステムである。UnivelはAT&TのUNIX Systems Laboratories (USL) とノベルによって共同所有されていたベンチャーであり、後にノベルに取り込まれた。さらにSanta Cruz Operation、カルデラシステム、カルデラインターナショナルシステム、そしてThe SCO Groupを経てUnXis（現在のXinuos）に売却された。UnixWareは通常、デスクトップ用よりもサーバ用に配備される。UnixWareのバイナリ配布はx86アーキテクチャコンピュータで利用できる。UnixWareは主にサーバオペレーティングシステム用して販売されている。

## 歴史

### Univel（1991年 - 1993年）
AT&TのUnix System Laboratories (USL) は、SunOSとSystem Vを統合してSVR4という成果を成し遂げた後、 "Destiny" というコードネームのUNIXのデスクトップバージョンを開発するため、ノベルとの合同会社であるUnivelを結成した。
DestinyはUNIX System V release 4.2カーネルをベースとした。ウィンドウシステム用のツールキットとしてMoOLITが採用され、これによりユーザーは実行時のルック・アンド・フィールをOPEN LOOK風とMotif風のいずれか一方を選ぶことができた。商用デスクトップハードウェア上のシステムをより堅牢にするため、SVR4で採用されていたUFSファイルシステムに代わりVeritas VXFSジャーナリングファイルシステムが採用された。UnixWareのネットワークは、TCP/IPとノベルのNetWareプロトコル (IPX/SPX) との相互運用を機能をサポートしていた。Destinyの開発当時、UNIXユーザーにとってTCP/IPは標準であったが、PCネットワークでNetWareをベースとすることはUNIXにおけるTCP/IP以上に普通であった。
1992年にDestinyはUnixWare 1.0としてリリースされた。UnixWare 1.0は細分化されていたPC UNIX市場をUnixWareへと統合することを意図されていた。このシステムはマイクロソフトのWindows NTよりも早く企業コンピュータ市場へと参入したが、当時のオブザーバー達は、UnixWareはUNIXの「単なるもう一つのフレーバー」であり、ノベルが意味のある技術を結集したものというよりもむしろ自社のマーケティング戦略に巻き込むためのものだと気付いていた。UnixWareには、ノベルのIPXネットワークは含むがTCP/IPは含まないPersonal Editionと、TCP/IPなどのサーバソフトウェアを搭載したAdvanced Server Editionの2つのエディションが存在した。Personal Editionにはアクティブユーザーが2名までという制限があったが、Advanced Server Editionは無制限であった。UnixWare 1.0のコピーは約35,000個販売された。
1993年にノベルはAT&TからUSLを購入し、USLとUnivelを統合して新たにUnix Systems Groupとした。

### ノベル（1993年 - 1995年）
1994年にノベルはUnixWare 1.1をリリースした。Personal EditionとAdvanced Server Editionの両方にTCP/IPが含まれていた。MOTIF 1.2ランタイムライブラリはCOSEコンプライアンス用に含まれていた。NUC (NetWare Unix Client) ソフトウェアはNetWareサーバと統合するために含まれていた。DOSとWindows 3.1アプリケーションを起動できるよう、Advanced MergeアプリケーションがPersonal EditionとAdvanced Server Editionの両方にインストールされていた。
後にノベルはバグフィックスバージョンである1.1.1、1.1.2、1.1.3、1.1.4をリリースした。最後の1.1.4は1995年6月19日にリリースされた。
OEMと開発者には1994年12月に、市場には1995年3月に、UnixWare 2.0の出荷が開始された。UnixWare 2.0はUNIX System V release 4.2MPカーネルをベースとし、マルチプロセッシングのサポートが追加された。
PersonalとServerのどちらのエディションでも、Serverエディション用であるProcessor Upgradeライセンスを追加で購入することが可能で、これにより2つのプロセッサを搭載したシステムをサポートしていた。サポートされていたマルチプロセッサシステムは、Intel MP 1.1 SMPマシンやCorollary C-busシステムなどであった。サポートするネットワークインタフェースの数を増やすために、NetWare ODIネットワークドライバをサポートした。このバージョンににはUIスレッドライブラリだけでなく、新機能としてPOSIXスレッドライブラリも含まれていた。
SCOがUnixWareのライセンスを獲得するよりも前の1995年に、ノベルはNetWare 4.1とUnixWare 2.0の将来技術をベースとした "SuperNOS" を作成するプロジェクトも公表したが、実現することはなかった。代わって、1998年にOpenLinux用にLinux上のNetWare 4.10サーバがCaldera NetWare for Linuxとして提供された。そして2005年、遂にノベルのOpen Enterprise Serverがもたらされた。

### Santa Cruz Operation（1995年 - 2001年）
1995年にSanta Cruz Operation (SCO) はノベルからUnixWareを獲得した。この取引の正確な条件については訴訟となった（SCO対ノベルを参照）が、後に裁判所はノベルがUNIXの所有権を保持していると判断した。
SCOは譲渡が公になった際に、UnixWareと自社のOpenServer SVR3.2をベースとしたOSとの統合を目標としていることを発表したが、1996年にSCOはUnixWareの最初のリリースであるバージョン2.1をリリースした。UnixWare 2.1のリリース当時、SCOが提案したUnixWare/OpenServerの統合であるプロジェクトGeminiは1997年から利用可能となり、UnixWareの64ビットバージョンは1998年までは開発されることが公表されていた。
物議をかもすこととなった変更点の1つとして、OpenServerと似たユーザーライセンスポリシーの採用があった。UnivelとノベルがリリースしていたUnixWareのユーザー数上限は、Personal Editionが2人、Server Editionは無制限であった。UnixWare 2.1ではServer Editionに含まれていたユーザーライセンス数の上限は5人までで、上限をそれ以上にしたい顧客は、10、25、100、500、または無制限のユーザーライセンス拡張を購入することができた。
SCOはUnixWare 2.1のアップデートを3つリリースした。1996年にリリースされたUnixWare 2.1.1は、Unix 95ブランディングを達成した。1998年にUnixWare 2.1.2および2.1.3が利用可能となったが、これらは多数のバグをフィックスしたリリースである。
1998年にコンパックはUnixWare 2.1バージョンによるProLiantサーバでSingle system imageクラスターを構成した、Integrity XCとして知られるパッケージをリリースした。
1998年の初頭に、Geminiプロジェクトの最初の成果としてUnixWare 7が利用可能となった。SCOはカーネルバージョンをUNIX System V release 5と名付けた。このシステムは主にUnixWare 2.1をベースとしており、OpenServerネットワークドライバを利用できたため、OpenServer互換なドライバ用機能が搭載されていた。OpenServerにおけるシステム管理者の管理ユーティリティであるscoadminにより、元々UnixWareに存在したsysadmユーティリティは置き換えられた。UnixWare 7の主な新機能としては、マルチパスI/O、巨大ファイルおよび巨大ファイルシステム、大容量メモリシステムのサポートがあった。
UnixWare 7では、旧バージョンのUnixWare由来のXENIX互換機能と、OpenServer由来のXENIX互換機能は両方とも削除された。これライセンスが理由であり、SVR3.2に含まれるコードの使用料をマイクロソフトへ払わないようにするためであった。
1999年にSCOはUnixWare 7.1をリリースした。UnixWare 7.1はエディションの数が増え、PersonalおよびServerの2つのエディションから、Business（5ユーザー）・Department（25ユーザー）・Enterprise（50ユーザー）の3つのエディションへと置き換えられた。UnixWare 7.1にはタランテラ製のWebTopアプリケーションが含まれていた。
2000年にSCOはUnixWare 7.1.1をリリースし、同時にUnixWare NonStop Clusters7.1.1とIP Single system imageクラスターパッケージもリリースした。この新しいパッケージは、初期のIntegrity XC製品がサポートするプロプライエタリなコンパックハードウェアだけではなく、コモディティハードウェアでも利用することが可能で、さらにSCOから直接利用可能であった。

### カルデラシステム・カルデラインターナショナル・SCOグループ（2000年 - 2011年）
2000年8月2日にSanta Cruz Operation (SCO) は、OpenServerやUnixWareの権利だけでなく、サーバソフトウェアとサービス部門もカルデラシステムに売却することを公表した。2001年3月にカルデラシステムはカルデラインターナショナル (CII) となり、2001年5月にSCOの購入が完了した。Santa Cruz Operationの残りの部分であるタランテラ部門は、タランテラ社と改名された。
カルデラインターナショナルによるUnixWareの最初のリリースは、OpenUNIX 8と改名された。このリリースはUnixWare 7.1.2となる予定のものであった。
カルデラインターナショナルはモバイル製品やサービスを含む製品ラインを広げた後、2002年8月に自社名をSCOグループに改名した。
改名したSCOグループはその後、以前のUnixWareブランドとそのバージョンリリースナンバリングを元に戻し、UnixWare 7.1.3と7.1.4をリリースした。それ以降はOpenUNIXのリリースはなく、OpenUNIX 8.1.2 (OU812) はリリースされなかった。SCOグループは引き続きUnixWareを維持し、定期的なメンテナンスアップデートとサポートを行っていた。
2007年から2011年の間、SCOグループは一連の法廷闘争に従事しており、2007年9月に連邦倒産法第11章の破産措置を申請した。
2011年4月11日にUnXisはデラウェア州の破産裁判所による認定の後、SCOグループの営業資産および知的財産権を買収した。
その後SCOグループはTSGグループと改名し、SCOオペレーションはTSGオペレーションとなり、2012年8月には連邦倒産法第11章から第7章への移行を申請した。

### UnXisそしてXinuos（2011年 - 現在）
2011年にUnXisは、OpenServerだけでなくUnixWareの権利も買収した。
2013年6月にUnXisはXinuosと改名し、SCO UnixWare 7.1.4+という製品とそれによりできることについて公表した。現在、UnixWare 7.1.4+は物理マシンと仮想マシンの両方をサポートする。

## バージョン履歴
| リリース日 | バージョン            | 製造元                     | コードベース | カーネルバージョン | 詳細                                                     |
| ---------- | --------------------- | -------------------------- | ------------ | ------------------ | -------------------------------------------------------- |
| 1991       | UnixWare 1.0          | Univel                     | SVR4.2       | 1                  | Personal Edition, Advanced Server                        |
| 1993       | UnixWare 1.1          | ノベル                     |              | 1                  | Personal Edition, Advanced Server                        |
|            | UnixWare 1.1.1        | ノベル                     |              | 1                  |                                                          |
|            | UnixWare 1.1.2        | ノベル                     |              | 1                  |                                                          |
|            | UnixWare 1.1.3        | ノベル                     |              | 1                  |                                                          |
| 1995       | UnixWare 2.0          | ノベル                     | SVR4.2MP     | 2.1                | SMPのサポート                                            |
|            | UnixWare 1.1.4        | ノベル                     | SVR4.2       | 1                  | UnixWare 1の最後のリリース                               |
| 1996       | UnixWare 2.1          | Santa Cruz Operation       | SVR4.2MP     | 2.1                |                                                          |
|            | UnixWare 2.1.1        | Santa Cruz Operation       |              | 2.1.1              |                                                          |
|            | UnixWare 2.1.2        | Santa Cruz Operation       |              | 2.1.2              |                                                          |
| 1998       | UnixWare 2.1.3        | Santa Cruz Operation       |              | 2.1.3              | UnixWare 2の最後のリリース                               |
| 1998       | UnixWare 7            | Santa Cruz Operation       | SVR5         | 7.0.1              | UnixWare 2とOpenServer 5を「統合」したもの               |
|            | UnixWare 7.0.1        | Santa Cruz Operation       |              | 7.0.1              |                                                          |
| 1999       | UnixWare 7.1.0        | Santa Cruz Operation       |              | 7.1.0              |                                                          |
| 2000       | UnixWare 7.1.1        | Santa Cruz Operation       |              | 7.1.1              |                                                          |
| 2001       | Open UNIX 8           | カルデラインターナショナル |              | 7.1.2              |                                                          |
| 2003       | UnixWare 7.1.3        | SCOグループ                |              | 7.1.3              | Smallfoot (SVR6) を参照                                  |
| 2004       | UnixWare 7.1.4        | SCOグループ                |              | 7.1.4              | このリリースからLinux Kernel Personalityは含まれなくなる |
| 2004       | UnixWare 7.1.4 MP1    | SCOグループ                |              | 7.1.4              | Maintenance pack 1                                       |
| 2005       | UnixWare 7.1.4 MP2    | SCOグループ                |              | 7.1.4              | Maintenance pack 2                                       |
| 2006       | UnixWare 7.1.4 MP3    | SCOグループ                |              | 7.1.4              | Maintenance pack 3                                       |
| 2008       | UnixWare 7.1.4 MP4    | SCOグループ                |              | 7.1.4              | Maintenance pack 4                                       |
| 2013       | UnixWare 7.1.4+       | Xinuos                     |              | 7.1.4              | VMware ESXiによる仮想化のサポート                        |
| 2015       | UnixWare 7 Definitive | Xinuos                     |              | 7.1.4              | OpenServer 10の上位互換となる                            |

## SCO Skunkwareとオープンソース
UnixWareには全てのバージョンに渡って、BIND/X11/Sendmail/DHCP/Perl/Tclなどの重要なオープンソースコンポーネントが含まれている。後のリリースには、Apache、OpenSSH、およびMozillaソフトウェアなどの多数のオープンソースアプリケーションが追加でバンドルされるようになった。
UnixWare以外のSCOオペレーティングシステムディストリビューションの全てのバージョンにおいても、SCO Skunkwareサイトからフリーでダウンロード可能なオープンソースパッケージのセットが大量に存在している。